# Мифические правители Китая
Мифические правители Китая — собирательное название для наиболее ранних персоналий в традиционной китайской историографии, повествования о которых носят мифологические и/или хтонические черты.
Данные о существовании некоторых из этих персонажей могут быть опровергнуты археологически: так, образ великана — Чи Ю, описываемого как чудовище с железными атрибутами, не мог возникнуть раньше железного века. Популяризация «первых императоров» Хуан-ди, Чжуань-сюя и др. наблюдается только тогда, когда возникают исторические предпосылки для возникновения империи.